# Dooabia myopa
Dooabia myopa är en fjärilsart som beskrevs av Louis Beethoven Prout 1932. Dooabia myopa ingår i släktet Dooabia och familjen mätare. Inga underarter finns listade i Catalogue of Life.